# ポーモーナ

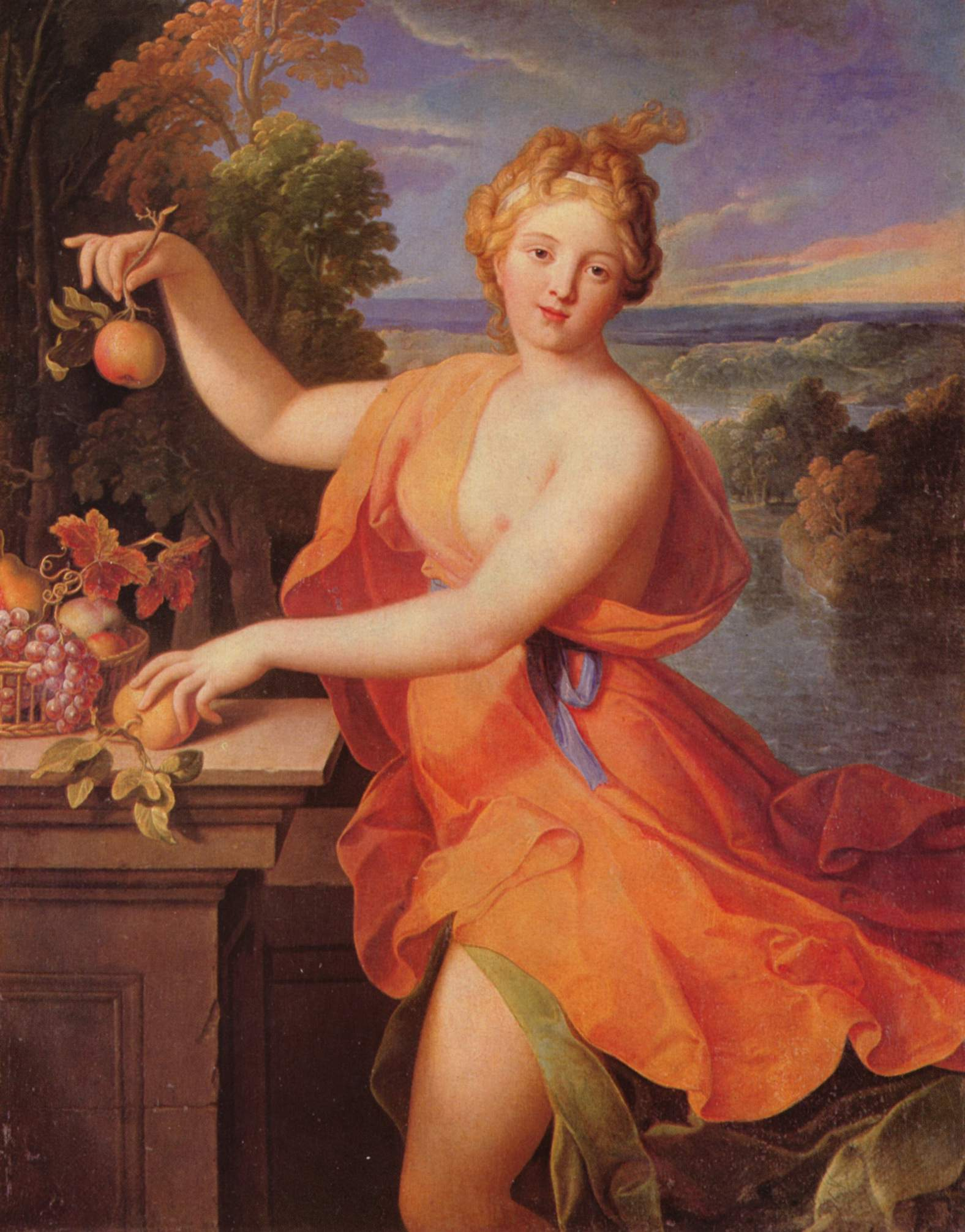
『ポーモーナ』(Pomona)、ニコラス・フーシェ / 絵、1700

ポーモーナ（羅: Pōmōna, Pomona）は、ローマ神話に登場する果物とその栽培を司る女神（pomaは「果物」の意）。長母音を省略してポモナとも表記される。
ローマからオスティアへの街道上にポーモーナの聖森・「ポーモーナル」があった。
果物の神・ウェルトゥムヌスはポーモーナに恋して、求愛を成功させるために、樣々に身を変じて求婚した。